# Древнеирландский язык
Древнеирландский язык — период в истории ирландского языка (точнее — всех гойдельских языков), простирающийся примерно с VI по X век. Древнеирландский период — первый, от которого до нас дошли сравнительно обширные свидетельства.
Древнеирландскому периоду предшествовал архаический период, засвидетельствованный в основном в огамических надписях IV-VI веков. Архаический ирландский язык гораздо ближе к протокельтскому, чем собственно древнеирландский.
Памятники самого древнеирландского периода — это в основном глоссы на полях латинских религиозных манускриптов (многие из них созданы ирландскими монахами на европейском континенте, например в Милане, Вюрцбурге и Санкт-Галлене). Однако многие тексты, сохранившиеся в среднеирландской записи (например, в Лейнстерской книге или «Книге Бурой Коровы»), восходят непосредственно к древнеирландскому периоду.
Древнеирландский язык является предком современных ирландского, шотландского и мэнского языков, хотя заметно от них отличается. В целом можно сказать, что современные языки упростились по сравнению с древнеирландским.

## Фонология

### Согласные
Наборы согласных фонем древнеирландского языка представления на таблице. Символы /N/, /Nʲ/, /L/, /Lʲ/, /R/, /Rʲ/ обозначают сильные сонанты: их точная артикуляционная характеристика неясна, но, вероятно, они произносились как более долгие и напряжённые по сравнению со слабыми /n/, /nʲ/, /l/, /lʲ/, /r/, /rʲ/.
|                        |                            | Губные | Зубные | Альвеолярные | Велярные | Гортанные |
| ---------------------- | -------------------------- | ------ | ------ | ------------ | -------- | --------- |
| Взрывные               | Веляризованные («широкие») | p b    | t d    | t d          | k g      |           |
| Взрывные               | Палатализованные («узкие») | pʲ bʲ  | tʲ dʲ  | tʲ dʲ        | kʲ gʲ    |           |
| Носовые                | Веляризованные («широкие») | m      | N n    | N n          | ŋ        |           |
| Носовые                | Палатализованные («узкие») | mʲ     | Nʲ nʲ  | Nʲ nʲ        | ŋʲ       |           |
| Щелевые                | Веляризованные («широкие») | f v    | θ ð    | s            | x ɣ      | h         |
| Щелевые                | Палатализованные («узкие») | fʲ vʲ  | θʲ ðʲ  | sʲ           | xʲ ɣʲ    | hʲ        |
| Назализованные щелевые | Веляризованные («широкие») | ṽ      |        |              |          |           |
| Назализованные щелевые | Палатализованные («узкие») | ṽʲ     |        |              |          |           |
| Аппроксиманты          | Веляризованные («широкие») |        | R r    | R r          |          |           |
| Аппроксиманты          | Палатализованные («узкие») |        | Rʲ rʲ  | Rʲ rʲ        |          |           |
| Боковые                | Веляризованные («широкие») |        | L l    | L l          |          |           |
| Боковые                | Палатализованные («узкие») |        | Lʲ lʲ  | Lʲ lʲ        |          |           |

### Гласные
Реконструированная система древнеирландских гласных состоит из 5 кратких и пяти долгих монофтонгов и 12 дифтонгов:
|          | передний | передний | центральный | центральный | задний  | задний |
| -------- | -------- | -------- | ----------- | ----------- | ------- | ------ |
| долгий   | краткий  | долгий   | краткий     | долгий      | краткий |        |
| закрытый | iː       | i        |             |             | uː      | u      |
| средний  | eː       | e        |             |             | oː      | o      |
| открытый |          |          | aː          | a           |         |        |

Классификация кратких гласных в безударных слогах достаточно сложна. Все краткие гласные в конце слова в безударных открытых слогах могут стоять либо после веляризованной, либо после палатализованной согласной. Гласные переднего ряда (/e/и /i/) после веляризованных согласных пишутся в основном как ae или ai: возможно, речь идёт об оттягивании назад корня языка, и они произносились приблизительно как [ɘ] или [ɨ]. Все варианты произношения кратких гласных в безударных слогах показаны далее на примерах.
| marba /ˈmarva/ 'убивать' (1 лицо единственное число субъюнктив)   | léicea /ˈLʲeːgʲa/ 'оставлять' (1 лицо единственное число субънюктива) |
| marbae /ˈmarve/ 'убивать' (2 лицо единственное число субъюнктива) | léice /ˈLʲeːgʲe/ 'оставлять' (2 лицо единственное число субъюнктива)  |
| marbai /ˈmarvi/ 'убивать' (2 лицо единственное число индикатива)  | léici /ˈLʲeːgʲi/ 'оставлять' (2 лицо единственное число индикатива)   |
| súlo /ˈsuːlo/ 'глаза' (родительный падеж)                         | doirseo /ˈdoRʲsʲo/ 'двери' (родительный падеж)                        |
| marbu /ˈmarvu/ 'убивать' (1 лицо единственное число индикатива)   | léiciu /ˈLʲe:gʲu/ 'оставлять' (1 лицо единственное число индикатива)  |

В безударных закрытых слогах качество кратких гласных полностью зависит от окружающих согласных. Между веляризованными согласными пишется гласная /a/, как в слове dígal /ˈdʲiːɣal/ 'мщение' (именительный падеж). Между палатализованной и веляризованной согласной пишется /e/, как в dliged /ˈdʲlʲiɣʲeð/ 'закон, право' (именительный падеж). Перед палатализованными согласными пишется /i/, как в dígail /ˈdʲiːɣilʲ/ 'мщение' (винительный падеж) и в dligid /ˈdʲlʲiɣʲiðʲ/ 'закон, право' (родительный падеж).
В безударном слоге стоит /u/, если в следующем слоге в протокельтском языке (PC) было долгое ū (пример: dligud /ˈdʲlʲiɣuð/ 'закон, право' (дательный падеж) от PC *dligedū). После веляризованного лабиального часто пишется /o/ или /u/ (пример: lebor /ˈLʲevor/ 'книга'; domun /ˈdoṽun/ мир, вселенная').
Древнеирландские дифтонги показаны в следующей таблице:
| долгие (двухморные) | долгие (двухморные) | долгие (двухморные) | долгие (двухморные) | долгие (двухморные) | краткие (одноморные) | краткие (одноморные) |
| ai                  | ia                  | ui                  |                     | au                  | ĭu                   | ău                   |
| oi                  | ua                  | iu                  | eu                  | ou                  | ĕu                   |                      |